# Bazaja
Bazaja lub Bazaju (akad. Bazāja lub Bāzāiu, w transliteracji z pisma klinowego zapisywane mba-za-a-a, znaczące najprawdopodobniej „Człowiek z miasta Bazu”) – jeden z wczesnych królów Asyrii (XVII w. p.n.e.), syn Bel-bani, brat Libaji i ojciec Szu-Ninuy; znany jedynie ze wzmianek w Asyryjskiej liście królów i Synchronistycznej liście królów.
Zgodnie z Asyryjską listą królów Bazaja, syn Bel-bani, objąć miał tron po swym krewnym Iptar-Sinie, który był wnukiem jego brata Libaji. Po 28 latach rządów Bazaję na tronie Asyrii zastąpił uzurpator Lullaja, zwany „synem nikogo” (mār la ma-ma-na), który panować miał przez 6 lat. Jego z kolei zastąpił na tronie asyryjskim Szu-Ninua, syn Bazaji, który rządził przez 14 lat. Następnie panowali kolejno dwaj wnukowie Bazaji: Szarma-Adad II i Eriszum III. Bazaja wymieniany jest również w Synchronistycznej liście królów, która podaje, że współczesnym mu królem babilońskim miał być Peszgaldaramesz z I dynastii z Kraju Nadmorskiego. Jak dotychczas nie odnaleziono żadnych inskrypcji przypisywanych Bazaji.